# Marie von Leyden

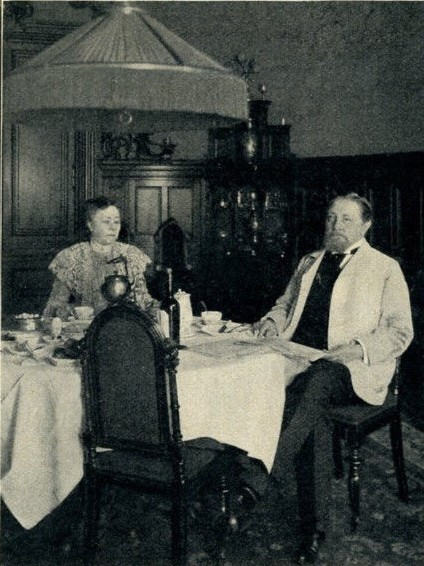
Marie und Ernst von Leyden

Marie von Leyden (geboren als Maria Dorothea Oppenheim am 30. Juli 1844 in Königsberg, Ostpreußen; gestorben am 28. August 1932 in Berlin) war eine deutsche Frauenrechtlerin. Sie war Gründerin und Mitglied von mehreren Frauenvereinen und Ehefrau des Arztes Ernst von Leyden.

## Leben und Wirken

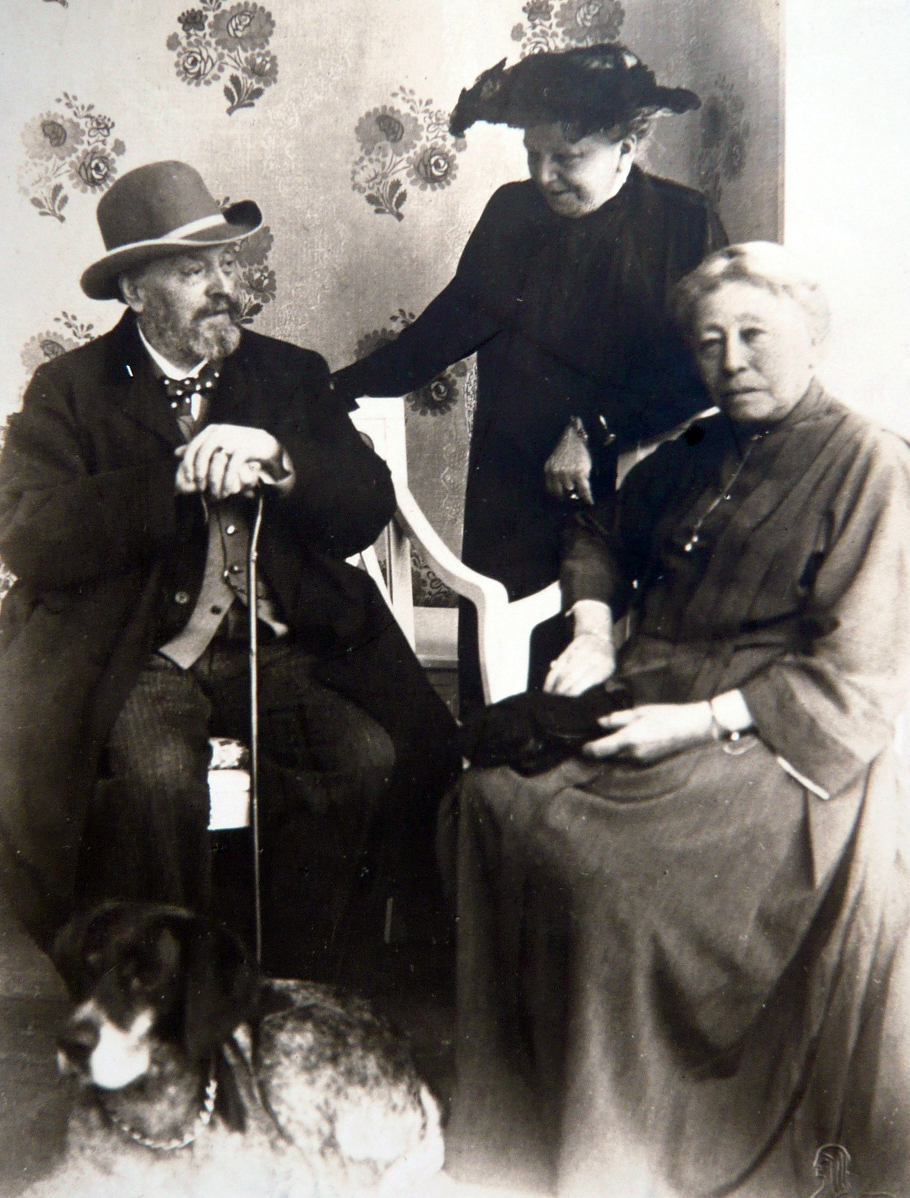
Marie mit ihren Geschwistern Benoit und Anna Oppenheim

Sie stammte aus der angesehenen jüdischen Bankiersfamilie Oppenheim. Ihr Vater war Rudolph Oppenheim, der Bruder Benoit Oppenheim, die Schwester Anna Oppenheim.
1868 heiratete Marie den Mediziner Ernst von Leyden. Danach engagierte sie sich in verschiedenen Frauenvereinen.
1884 war sie Schriftführerin im Lette-Verein. 1898 gründete sie den Deutschen Frauenclub als ersten Frauenclub in Berlin und 1907 das Kartell deutscher Frauenclubs. Sie war auch Vorsitzende der Vereinigung zur Veranstaltung von Gymnasialkursen für Frauen mit Helene Lange.
In ihrem Haus in Berlin-Tiergarten gab Marie von Leyden mit ihrem Mann regelmäßige Empfänge, zu denen Minister, Diplomaten, Wissenschaftler und andere Persönlichkeiten erschienen.
Auch in ihren letzten Lebensjahren war sie noch in  zahlreichen Wohltätigkeitsvereinen und -veranstaltungen anwesend, so auch beim Frauenkongress 1930.

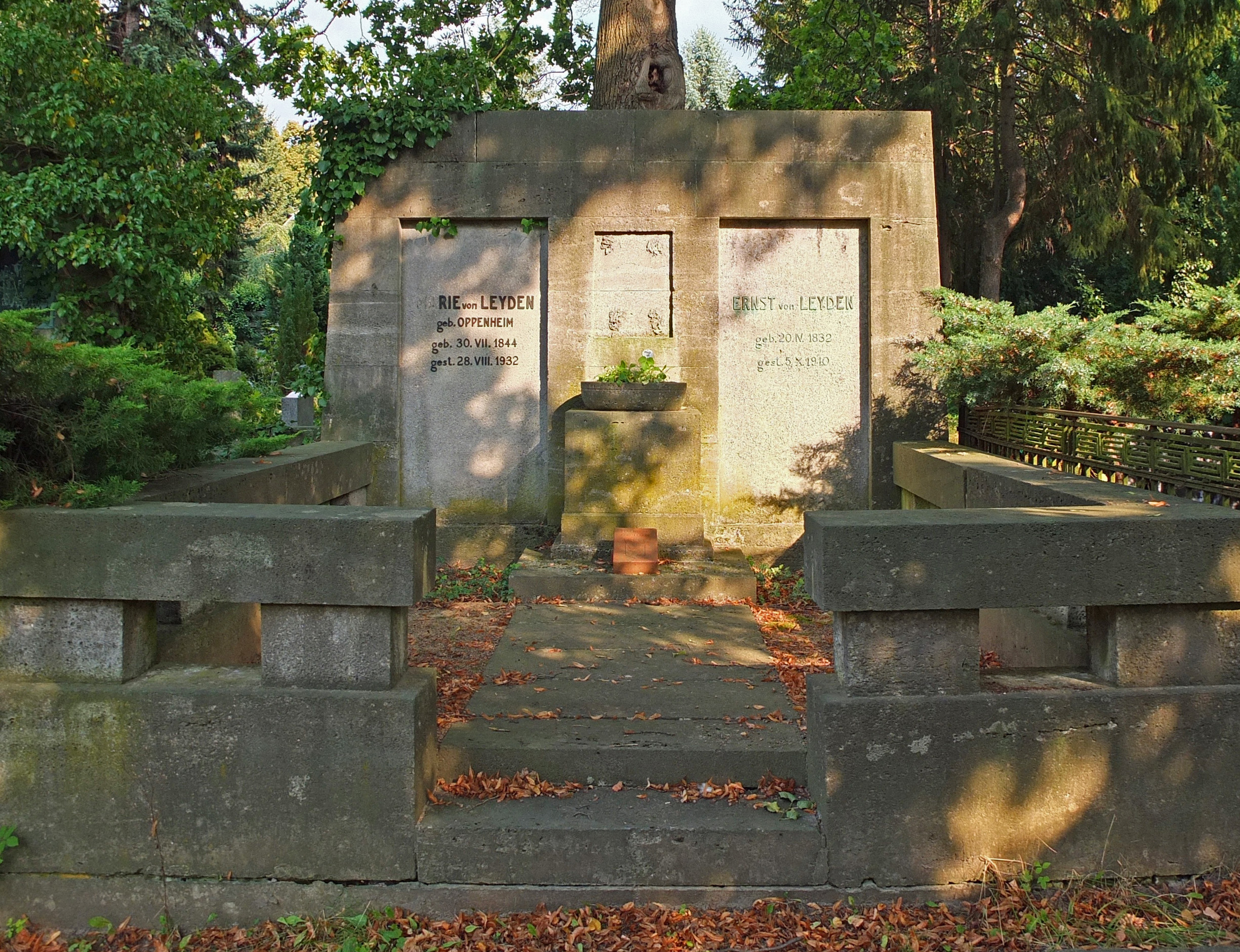
Grab von Marie und Ernst von Leiden

1932 starb sie im Alter von 88 Jahren in Berlin.
Ihr Grabstein befindet sich neben dem ihres Mann auf dem Friedrichwerderschen Friedhof in Berlin.

## Schriften
Marie von Leyden veröffentlichte Artikel in Zeitschriften und Büchern.
- Klubs und Klubhäuser. In: Ada Schmidt-Beil: Die Kultur der Frau. Eine Lebenssymphonie der Frau des XX. Jahrhunderts. Verlag für Kultur u. Wiss., Berlin-Frohnau 1931, S. 504–506.